# 菅野禮行
菅野 禮行（すがの ひろゆき、1929年 - 没年不明）は、日本の漢文学者、静岡大学名誉教授。

## 略歴
福島県生まれ。東京教育大学卒、同大学院博士課程中退、和歌山大学助教授、静岡大学教授、1993年定年退官、名誉教授、東京成徳大学教授。
1988年筑波大学文学博士（論文の題は「平安初期の漢詩における中国文学の影響 」）。

## 著書
- 『平安初期における日本漢詩の比較文学的研究』大修館書店 1988

### 共編著・校注
- 『標音唐詩三百首』田部井文雄共編　大修館書店 1980
- 『漢文名作選 5 日本漢文』国金海二共著　大修館書店 1984
- 『大修館漢文学習ハンドブック』田部井文雄共編著　大修館書店 1990
- 『社会人のための漢詩漢文小百科』田部井文雄、江連隆,土屋泰男共編著　大修館書店 1990
- 『新編日本古典文学全集 19　和漢朗詠集』校注・訳　小学館 1999
- 『新編日本古典文学全集 86　日本漢詩集』徳田武共校注・訳　小学館 2002

## 参考
- 『新編日本古典文学全集 19　和漢朗詠集』紹介文
- 『全国大学職員録』1980年